# Beeldhouwer-sterrenstelsel

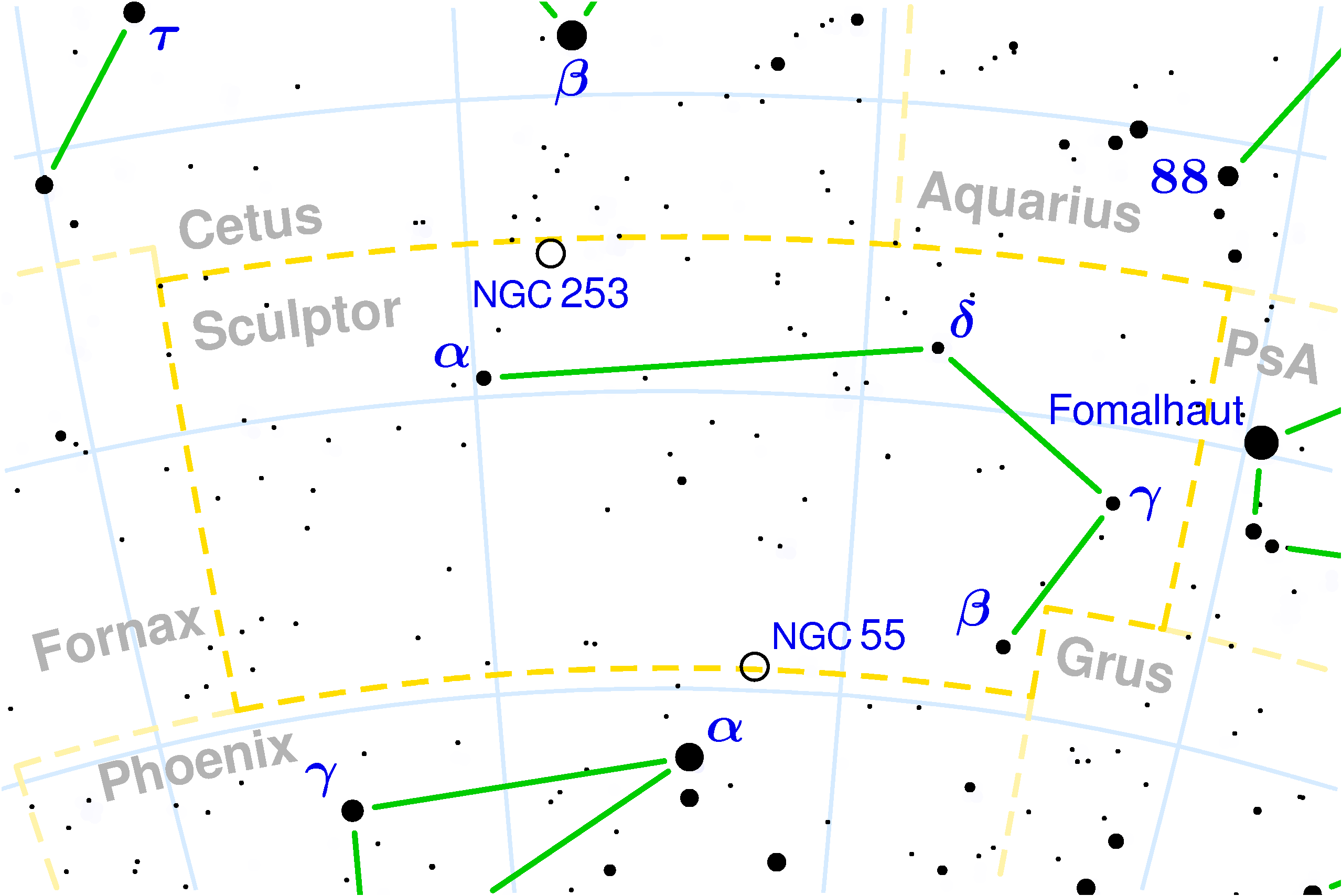
Het sterrenbeeld Beeldhouwer met het Beeldhouwer-sterrenstelsel (NGC 253)

Het Beeldhouwer-sterrenstelsel (Sculptor Galaxy, Silver Coin, NGC 253) is een spiraalvormig sterrenstelsel in het sterrenbeeld Beeldhouwer. Het hemelobject werd op 23 september 1783 ontdekt door de Duits-Britse astronoom Caroline Herschel en staat op ongeveer 11,4 miljoen lichtjaar van de Aarde.

## Synoniemen
- NGC 253
- 2MASX J00473313-2517196
- ESO 474-29
- H 5.1
- h 61
- MCG -4-3-9
- PGC 2789
- UGC UGCA 13
- MRC 0045-255